# Suimanga de Java
El suimanga de Java (Aethopyga mystacalis) és un ocell de la família dels nectarínids (Nectariniidae).

## Hàbitat i distribució
Habita boscos fins als 1500 m a Java.